# Waifu2x
waifu2x es un escalador de imágenes y programa de reducción de ruido diseñado principalmente para su uso en ilustraciones estilo anime, con compatibilidad adicional para uso en fotos e imágenes en general.
El concepto de waifu2x fue inspirado en el modelo de Super-Resolución mediante Red Neuronal Convolucional (SRCNN, Super-Resolution Convolutional Neural Network en inglés). Utiliza Nvidia CUDA para sus cálculos, aunque también se han creado implementaciones alternativas que permiten usar OpenCL y Vulkan.

El nombre del programa está compuesto por waifu, un término usado en la jerga del anime para referirse a un personaje femenino atractivo, y 2x, que significa un aumento de dos veces.
- Izquierda: 512 × 512 px, PNG sin pérdidas. Fuente original: Wikipe-tan face.svg
- Centro: 256 × 256px, JPG con calidad del 30%, con subsecuente interpolación por el vecino más cercano
- Derecha: 512 × 512px, re-escalado de waifu2x con reducción de ruido aplicada